# Gran Consiglio (Uri)
Il Gran Consiglio del Canton Uri (in francese Conseil cantonal d'Uri ed in tedesco Landrat Uri) è un parlamento cantonale di Uri.